# Piero de’ Medici

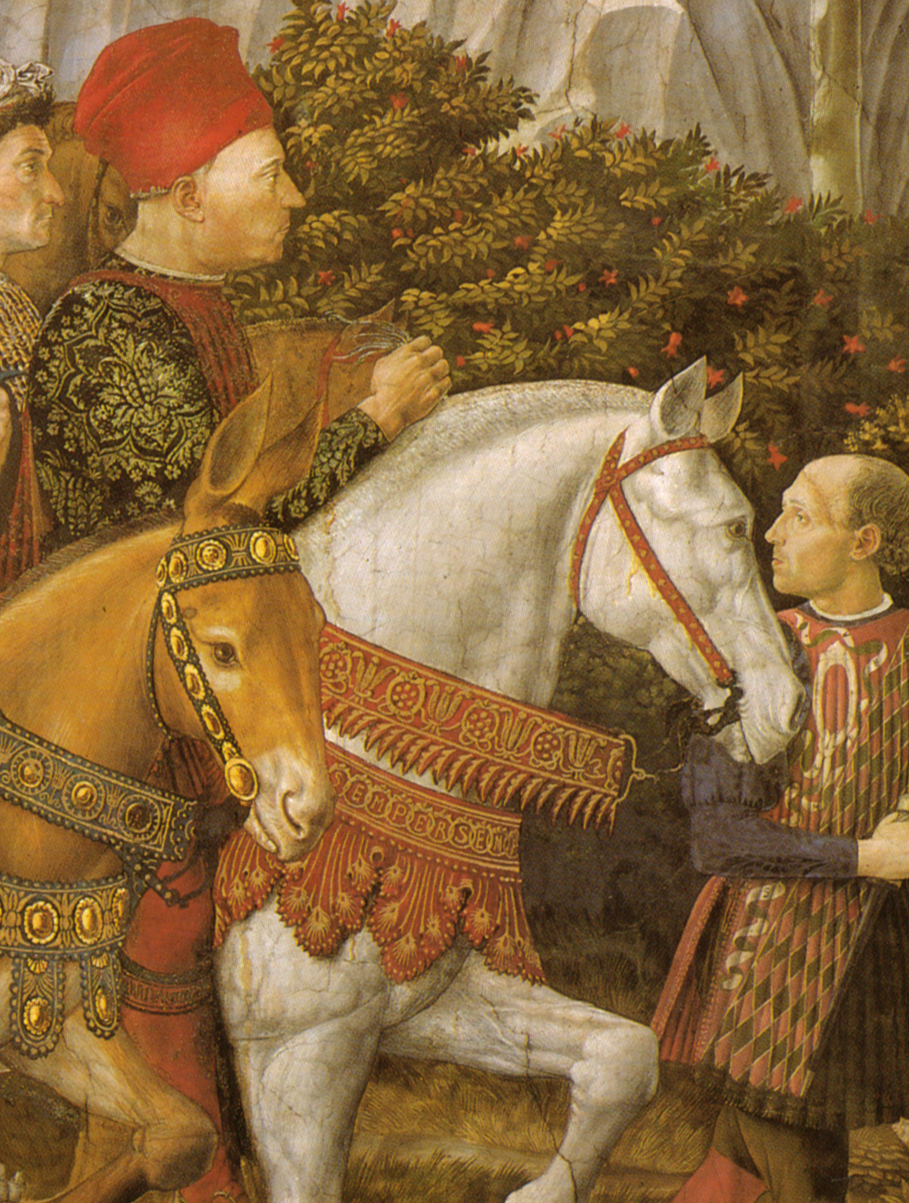
Piero de’ Medici Benozzo Gozzoli freskóján

Piero di Cosimo de’ Medici vagy Köszvényes Piero (Firenze, 1416. szeptember 19. – Firenze, 1469. december 2.) Firenze uralkodója (signore) 1464. augusztus 1-jétől haláláig.

## Családja
Apjának, Cosimo de’ Medicinek halála után Piero lett a Medici-család feje. A firenzei polgárok zöme hajlandó volt neki is megadni azon előjogokat és tisztségeket, melyeket atyja élvezett. Felesége – Lucrezia Tornabuoni, akit 1444-ben vett nőül, kiemelkedő személyiség volt –, szellemes társalgó és jeles költő, aki átlagon felüli műveltséggel rendelkezett. Gyermekeik:
- Bianca (1445–1505)
- Lucrezia – vagy más néven Nannina – (1448–1493)
- Lorenzo (1449–1492)
- Giuliano (1453–1478)
- Maria (1455–1479)

A fiúk nevelését olyan neves humanisták irányították, mint Gentile Becchi és Marsilio Ficino.

## A politikában
1464 után a Mediciek ellenzéke megerősödött. A priorok választásánál ismét visszatértek a sorshúzáshoz. 1466 nyarán összeesküvést is szerveztek eltávolításukra. A beteg Piero és az ifjú Lorenzo gyors és határozott fellépése azonban meghiúsította az akciót, s Velence támadását is sikeresen visszaverték, ezzel biztosította magának a firenzei kormány feletti ellenőrzést.

## Mecénás
Miközben megvédte családját a város falain belüli ellenségeivel szemben és a várost a külső ellenséggel szemben, Piero folytatta családja művészetpártoló hagyományait is. A San Miniato al Monte-templom csodatévő keresztje számára egy nagyszerű tabernákulumot készíttetett, és még ennél is szebbet a Santissimma Annunziata-templom számára, amelynek az alapzatán ott a hivalkodó felirat: „csupán a márvány négyezer forintba került”. Sok szép antik darabbal gazdagította apja éremgyűjteményét is, ritka kéziratokat vásárolt a Medici-könyvtár számára, és saját használatára remekül illusztrált másolatokat készíttetett számos könyvről. Apjához hasonlóan Piero is igyekezett nemcsak művészetpártoló lenni, hanem azt akarta, hogy a művészek barátjuknak is tekintsék.

## Utolsó éve
Pierót az utókor Köszvényes Pieróként (olaszul il Gottoso) ismeri. A Medici-család számos férfi tagja szenvedett köszvényben, egy örökletes ízületi gyulladás igen fájdalmas fajtájában. Hogy e melléknevet csak Piero örökölte, annak az lehet a kézenfekvő magyarázata, hogy betegsége miatt nem sok lehetősége volt egyéni hírnevet felépíteni. 1469-re már nagyon beteg volt, s élete utolsó napjai igen zaklatottak voltak. Firenze utcáin éjjel-nappal csoportok garázdálkodtak, bántalmazták és fenyegették a járókelőket, azt állították, hogy mindezt Piero megbízásából cselekszik. Megvádolták az embereket, hogy a Mediciek ellenzékéhez tartoznak és pénzt csikartak ki tőlük. Piero azzal az eréllyel cselekedett – amellyel oly gyakran meglepte azokat, akik azt hitték, hogy betegsége a szellemét is aláásta és akik félreértették, s gyengeségnek értelmezték azt a tiszteletet – amellyel az állam alkotmányával bánt. Elrendelte, hogy vezessék a szobájába az akciók vezetőit, leszidta őket és figyelmeztette a jelenlévőket, hogy megfékezésükre bármikor visszahívhat a városba néhány száműzött családot. Az erőszak nyomban alábbhagyott, vége szakadt a rendbontásnak. Az év vége előtt azonban Piero elhunyt (Lorenzo 20 éves, Giuliano pedig 16 éves volt). Testvére, Giovanni († 1463) mellé temették, a San Lorenzo régi sekrestyéjébe. Fiai apjuk és nagybátyjuk sírja fölé porfírszarkofágot emeltek, amelyet akantuszlevelekkel díszítettek – amelyet Donatello († 1466) legkiválóbb tanítványa –, Andrea del Verrocchio (1434–1488) tervezett a Mediciek számára.